# Liste von Krankenhäusern in Bochum
Die Liste von Krankenhäusern in Bochum erfasst vorhandene, ehemals selbständige und ehemalige Krankenhäuser auf dem Gebiet der Stadt Bochum.

## Liste
In der Reihenfolge der Gründung:
| Name                                                          | Ort                 | Jahr der Gründung | Jahr der Schließung | Träger                                                        | Anmerkungen                                                                                               | Bild |
| ------------------------------------------------------------- | ------------------- | ----------------- | ------------------- | ------------------------------------------------------------- | --- | ---- |
| Pilgerkapelle St. Bartholomäus                                | Bochum-Wattenscheid | 1364              | 17. Jh.             |                                                               | Zur Kapelle zählte ein Hospital für Pilger, im Dreißigjährigen Krieg zerstört.                            |      |
| St. Elisabeth-Hospital Bochum                                 | Bochum-Innenstadt   | 1848              |                     | Katholisches Klinikum Bochum                                  | Universitätsklinikum der Ruhr-Universität Bochum                                                          |      |
| Augusta-Kranken-Anstalt                                       |                     | 1864              |                     | Evangelische Stiftung Augusta                                 | Akademisches Lehrkrankenhaus der Universität Duisburg-Essen.                                              |      |
| Marien-Hospital Wattenscheid                                  | Bochum-Wattenscheid | 1880              |                     | Katholisches Klinikum Bochum                                  | heute Fachklinik für Altersmedizin                                                                        |      |
| St. Josefs-Hospital Bochum-Linden                             | Bochum-Linden       | 1885              | 2020                | Helios Kliniken, zuvor in römisch-katholischer Trägerschaft.  | Die Kinder- und Jugendpsychiatrie wird als VALEARA Bochum, Zentrum für Seelische Gesundheit fortgeführt.  |      |
| Martin-Luther-Krankenhaus                                     | Bochum-Wattenscheid | 1886              |                     | Martin-Luther-Krankenhaus Wattenscheid                        | |      |
| Berufsgenossenschaftliches Universitätsklinikum Bergmannsheil | Bochum-Ehrenfeld    | 1888              |                     | Berufsgenossenschaftliches Universitätsklinikum Bergmannsheil | Universitätsklinikum der Ruhr-Universität Bochum                                                          |      |
| Evangelisches Krankenhaus Bochum-Linden                       | Bochum-Linden       | 1897              |                     | Augusta-Kranken-Anstalt                                       | Heute Schwerpunkt auf die Geriatrie.                                                                      |      |
| Westfälische Landesfrauenklinik                               |                     | 1906              |                     |                                                               | heute Westfälisches Zentrum Bochum – Psychiatrie und Psychotherapie                                       |      |
| Knappschaftskrankenhaus Bochum-Langendreer                    | Bochum-Langendreer  | 1909              |                     | Universitätsklinikum Knappschaftskrankenhaus Bochum           | Universitätsklinikum der Ruhr-Universität Bochum                                                          |      |
| St. Josef-Hospital Bochum                                     | Bochum              | 1911              |                     | Katholisches Klinikum Bochum                                  | Universitätsklinikum der Ruhr-Universität Bochum                                                          |      |
| St. Maria-Hilf-Krankenhaus                                    | Bochum-Gerthe       | 1923              |                     | Katholisches Klinikum Bochum                                  | Vor allem Geriatrie und die Behandlung von Venenerkrankungen.                                             |      |
| Klinik für Kinder- und Jugendmedizin                          |                     | 1925              |                     | Katholisches Klinikum Bochum                                  | ehemals Westfälische Landeskinderklinik Universitätsklinikum der Ruhr-Universität Bochum                  |      |
| Zentrum für Psychiatrie                                       |                     | 1984              |                     | Landschaftsverband Westfalen-Lippe                            | ehemals Westfälische Landesfrauenklinik, gegründet 1906, Universitätsklinikum der Ruhr-Universität Bochum |      |